# پرین ۶۷۷۹
سیارک ۶۷۷۹ (به انگلیسی: 6779 Perrine، نامگذاری:1990DM1) شش هزار و هفتصد و هفتاد و نهمین سیارک کشف شده‌است که در ۲۰ فوریه ۱۹۹۰ کشف شد.
قدر مطلق سیارک برابر ۱۳٫۸۰ است.